# 第一戒律の責務
『第一戒律の責務』（独:Die Schuldigkeit des ersten Gebots）K.35は、ヴォルフガング・アマデウス・モーツァルトが作曲した最初期の舞台作品である。『宗教的ジングシュピール』と呼ばれ、また「オラトリオ」に分類される場合もある。

## 概要
1767年にザルツブルクで作曲された最初期の音楽劇だが、作曲当時のモーツァルトはわずか11歳であった。詳細な作曲の経緯については不明だが、唯一知られることは、ザルツブルクの大司教シュラッテンバッハが、同地で活動していた作曲家たちを集め、その中からミヒャエル・ハイドンとアントン・カーイェターン・アードルガッサー（en:Anton Cajetan Adlgasser）の2人と、11歳のモーツァルトが選ばれ、3人に対してドイツ語による宗教劇の共作を命じたことによる。モーツァルトは第1部の作曲を、第2部はミヒャエル・ハイドン、第3部はアードルガッサーが担当する。
初演は同年の3月12日に大司教宮殿の騎士の間にて行われ、成功を収めたと伝えられる。この成功に報酬として12ドゥカーテンの金メダルがそれぞれ贈呈されている。
なお、この作品の第2部と第3部の楽譜は、パート譜と総譜がともに紛失しており、その所在も不明である。唯一現存するモーツァルトが担当した第1部の自筆譜（及び総譜）は、ヨハン・アントン・アンドレという人物が保管し、その後他者が買い取った末に、現在はウィンザー城の王立図書館に所蔵されている。しかし上演に使用されたパート譜は消息不明である。

## 台本
台本の作者は長年に亘って議論されてきたが、1957年に文筆家のイグナーツ・アントン・ヴァイザー（Ignaz Anton Weiser,1701-1785）という人物であることが判明した。

## 楽器編成
- 木管楽器:フルート2、オーボエ2、ファゴット2
- 金管楽器:ホルン2、トロンボーン1
- 弦楽器:ヴァイオリン2部、ヴィオラ2部
- その他:通奏低音

## 登場人物
| 人物名           | 声域     | 初演時のキャスト (1767年3月12日)                               |
| ---------------- | -------- | -------------------------------------------------------------- |
| 正義             | ソプラノ | マリア・アンナ・ブラウンホーファー (en:Maria Anna Braunhofer)  |
| 慈愛             | ソプラノ | マリア・マグダレーナ・リップ (Maria Magdalena Lipp)            |
| 世俗の霊         | ソプラノ | マリア・アンナ・フェーゼマイヤー (Maria Anna Fesemayer)        |
| キリスト信徒の霊 | テノール | アントン・フランツ・シュピッツェーダー (Anton Franz Spitzeder) |
| キリスト信徒     | テノール | ヨゼフ・マイスナー (Joseph Meissner)                           |

## 構成
序曲と8曲のナンバーから構成される。怠惰なキリスト信徒が様々な体験を通し、重ねながら信仰に目覚めて行くというもの。
- 序曲(またはシンフォニア。アレグロ ハ長調,4分の4拍子,ソナタ形式)
- 第1曲 アリア「悲しみつつ私は眺めねばならぬ」(キリスト信徒の霊、Mit Jammer muß ich schauen)
- 第2曲 アリア「怒り狂った獅子は咆哮し」(慈悲、Ein ergrimmter Löwe brüllet)
- 第3曲 アリア「目覚めよ、怠け者の奴隷よ」(正義、Erwache, fauler Knecht)
- 第4曲 アリア「創造主がこの命を」(世俗の霊、Hat der Schöpfer dieses Lebens)
- 第5曲 アリア「あの雷のような叱咤の言葉の力が」(キリスト信徒、Jener Donnerworte Kraft)
- 第6曲 アリア「哲人をひとり描いてみたまえ」(世俗の霊、Schildre einen Philosophen)
- 第7曲 アリア「病の多くは、時折は」(キリスト信徒の霊、Manches Übel will zuweilen)
- 第8曲 三重唱「あなた方の恩寵の輝きが」(キリスト信徒の霊、慈悲、正義、Laßt mich eurer Gnade Schein)

## 参考資料
- モーツァルト名盤大全（音楽之友社）
- モーツァルト:『劇音楽全集』（ネヴィル・マリナー指揮,シュトゥットガルト放送交響楽団,フィリップス）他